# Carl Johan Wrangel
Carl Johan Wrangel af Ludenhof, född 9 februari 1688 i Reval, död 12 december 1742 i Stockholm, var en svensk militär.

## Biografi
Carl Johan Wrangel af Ludenhof föddes 1688 i Reval. Han var son till lantrådet Georg Gustaf Wrangel af Ludenhof av den friherrliga ätten Wrangel af Ludenhof och Agnes Elisabet von Fersen. Han blev 29 maj 1711 kapten vid Bremiska infanteriregementet och togs till fånga 27 augusti 1712 i Stade under Stora nordiska kriget. Wrangel flyttade hem i juli 1713 och blev 14 september 1713 kapten vid livgardet. Han blev 22 juli 1718 överstelöjtnant vid Änkedrottningens livregemente till fots och 28 augusti 1719 överstelöjtnant vid Södermanlands regemente. Wrange blev 4 februari 1720 överste vid Östgöta infanteriregemente och avled 1742 i Stockholm.

### Familj
Wrangel gifte sig första gången 15 december 1717 med grevinnan Christina Lovisa Oxenstierna af Korsholm och Wasa (1694–1729), dotter av översten Gustaf Adolf Oxenstierna af Korsholm och Wasa och grevinnan Christina Douglas. De fick tillsammans barnen ceremonimästaren Carl Gustaf Wrangel (1718–1779) och överstelöjtnanten Gabriel Adolf Wrangel (1724–1790).
Wrangel gifte sig andra gången 1 september 1734 i Stockholm med friherrinnan Beata Elisabet Rålamb (1706–1758), dotter av presidenten Gustaf Rålamb och grevinnan Hedvig Douglas.